# GNU Guix System
Guix System Distribution (abreviado GuixSD) é uma distribuição Linux construída em torno do gerenciador de pacotes GNU Guix. Ele permite uma configuração declarativa do sistema operacional e permite atualizações de sistema confiáveis que podem ser facilmente revertidas. Ela usa o kernel Linux-libre, com suporte para o kernel GNU Hurd em desenvolvimento. Em 3 de fevereiro de 2015, a distribuição foi adicionada à lista das distribuições Linux livres da Free Software Foundation.

## Suporte à arquiteturas
As seguintes arquiteturas de CPU são suportadas: IA-32, x64, AArch32, AArch64; e em abril de 2019, o trabalho estava em andamento para suporte a POWER9.

## Recursos

### GNU Guix
O GuixSD é baseado no GNU Guix, um gerenciador de pacotes e de configuração do sistema puramente funcional derivado do Nix, usando a implementação da linguagem de programação Scheme do GNU Guile. Todas as receitas de pacotes, assim como toda a configuração do sistema, são escritas em linguagens de domínio específico incorporadas declarativas no Scheme do Guile.